# Spalla

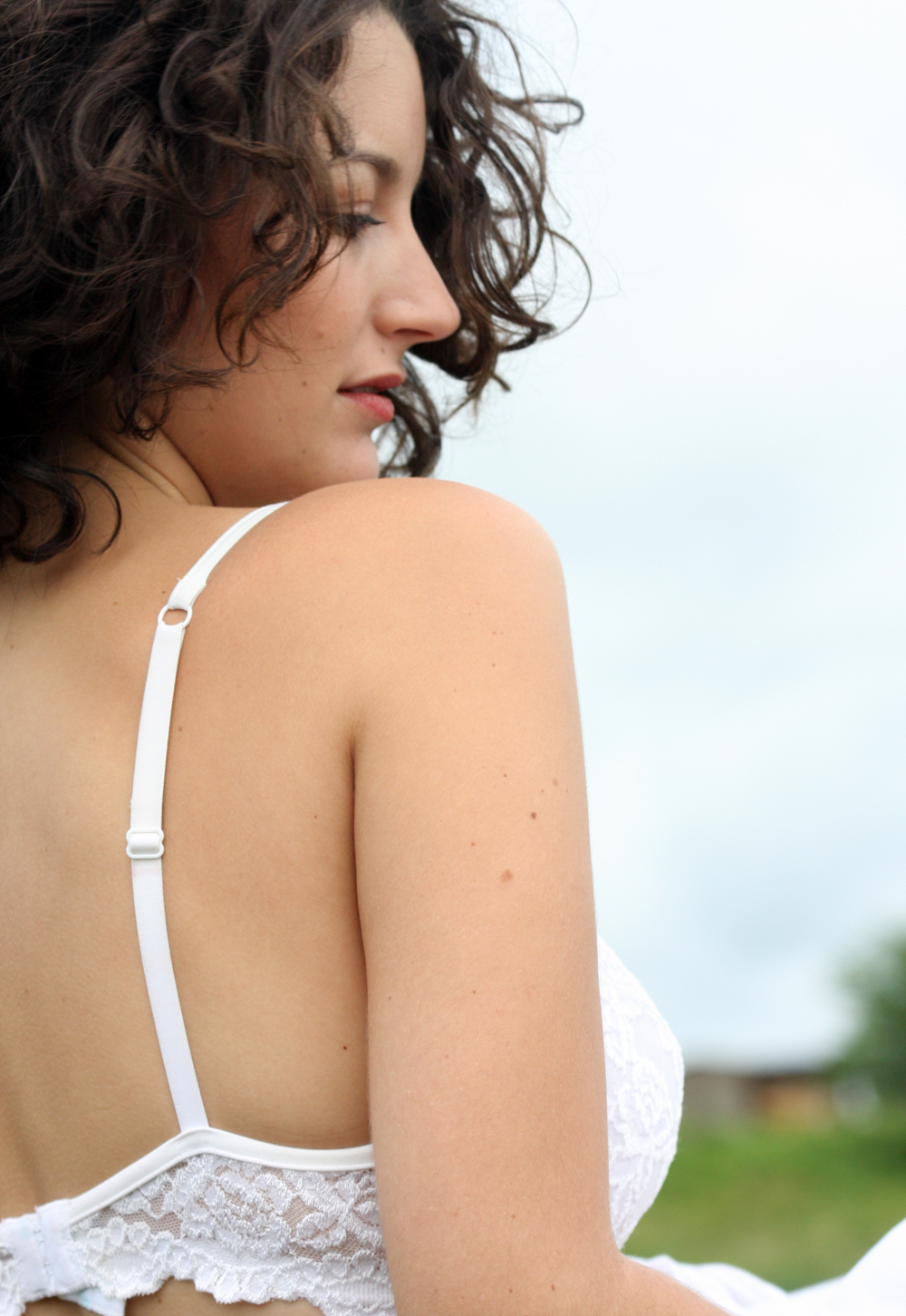
la spalla di una donna

In anatomia umana, la spalla è una regione di unione tra l’arto superiore e il torace. Al contrario dell'anca (l'analoga regione di unione dell'arto inferiore al tronco) è costituita da diverse unità giunturali. La principale funzione della spalla e di tutto l'arto superiore è quella di permettere di atteggiare la mano in diverse posizioni per poter effettuare la moltitudine di compiti che è capace di svolgere.

## Osteologia
Lo scheletro della spalla comprende le seguenti ossa.
- Omero: osso lungo e pari. In particolare va a far parte della spalla l'epifisi prossimale, che presenta la testa dell'omero, a forma di segmento di sfera a superficie liscia, rivestita da cartilagine e delimitata da un solco circolare (il collo anatomico dell'omero). Lateralmente al collo anatomico si osserva una prominenza, il tubercolo maggiore o trochite; un po' più medialmente e in basso rispetto al trochite si trova il tubercolo minore o trochine; le due tuberosità delimitano la cosiddetta doccia bicipitale. La testa dell'omero si articola con la cavità glenoidea della scapola.[5]
- Scapola: osso pari, piatto, di forma triangolare con base superiore e apice inferiore, applicato alla parete posteriore e superiore della gabbia toracica. La scapola è leggermente concava anteriormente. Dalla faccia posteriore invece si distacca una grossa sporgenza, la spina scapolare, di forma irregolarmente triangolare, che termina lateralmente con un robusto processo detto acromion. L'angolo laterale della scapola presenta una superficie ovalare, la cavità glenoidea (o fossa glenoidea), circondata da un anello fibro-cartilagineo detto labbro o cercine glenoideo la cui funzione è quella di rendere la cavità articolare più profonda. Dal margine superiore della scapola, inoltre, si solleva anteriormente un robusto processo osseo, incurvato lateralmente, detto processo coracoideo. Nella posizione di riposo, la scapola è situata tra 2a/3a costa e 7a/8a costa, col bordo mediale approssimativamente 4-6 cm a lato dei processi spinosi delle vertebre (la spina si trova in genere a livello delle vertebre T3-T4). L'acromion si articola con la clavicola; nella cavità glenoidea si articola come detto la testa dell'omero.[4][5]
- Clavicola: osso pari, sviluppato in lunghezza, a forma di S allungata. L'estremità mediale presenta una faccetta articolare per il manubrio dello sterno; quella laterale, appiattita, presenta una faccetta per l'acromion.[5]
- Sterno: osso piatto, impari, situato nella parte anteriore e mediana del torace. Con i suoi margini si articola da ciascun lato con la clavicola e con le prime sette coste. È costituito da tre segmenti che dall'alto in basso sono il manubrio, il corpo e il processo xifoideo, unite tra loro per mezzo di cartilagini o fuse per sinostosi.[5]

Contribuiscono funzionalmente anche le coste della gabbia toracica, che si articolano con sterno e vertebre e offrono superficie di scorrimento alla scapola, e le vertebre toraciche, che si articolano appunto con le coste.
"Cingolo scapolare" è una locuzione usata spesso per riferirsi al complesso di scapola, clavicola e sterno.

## Artrologia
Come accennato la spalla è costituita da diverse articolazioni che insieme formano un'unità funzionale suddivisibile in due gruppi. Il primo gruppo articolare identifica i rapporti tra omero e scapola; il secondo racchiude i rapporti articolari all'interno del cingolo scapolare. In ciascuno dei due gruppi le articolazioni sono meccanicamente coordinate, cioè esse funzionano obbligatoriamente nello stesso tempo. In pratica, i due gruppi funzionano simultaneamente, seguendo delle proporzioni variabili nel corso dei movimenti. Si può dunque dire che le diverse articolazioni del complesso funzionino simultaneamente e in proporzioni variabili da un gruppo all'altro.

### Primo gruppo articolare
- Articolazione gleno-omerale: è un'articolazione vera in senso anatomico (contatto di due superfici di scivolamento cartilagineo) e più precisamente una enartrosi. È formata dalla testa omerale che si articola con la fossa glenoidea della scapola. È l'articolazione più mobile del corpo e pertanto vi sono pochi legamenti. La capsula articolare è tesa da cavità e cercine glenoidei al collo anatomico della testa omerale; i legamenti gleno-omerali superiore, medio e inferiore rinforzano la capsula anteriormente. Oltre a questi è presente il rinforzo del legamento coraco-omerale ("sospensore del braccio"), che va appunto dal processo coracoideo al trochite dell'omero e rinforza la capsula superiormente. Per il resto l'articolazione è rinforzata dalla membrana tendinea formata dalla fusione delle inserzioni tendinee dei muscoli rotatori della spalla (sottoscapolare, sovraspinato, sottospinato e piccolo rotondo), la cosiddetta cuffia dei rotatori nella quale alcuni Autori includono il tendine del capo lungo del muscolo bicipite brachiale (che è intrarticolare e pertanto rivestito da membrana sinoviale).[4][5]
- Articolazione sottodeltoidea o sopraomerale, talvolta chiamata la "seconda articolazione della spalla": si tratta di una pseudoarticolazione, vale a dire che non è un'articolazione in senso anatomico ma lo è in senso fisiologico, perché comprende due superfici di scivolamento o borse, una vicino all'altra e spesso collegate: la borsa sottodeltoidea, tra deltoide e capsula articolare, e la borsa sottoacromiale, tra acromion e legamento coraco-acromiale (che va a costituire il tetto della cavità glenoidea) e capsula articolare. Questa pseudoarticolazione è legata meccanicamente all'articolazione gleno-omerale: tutti i movimenti della prima comportano un movimento nella seconda.[4][6]

### Secondo gruppo articolare
- Articolazione scapolo-toracica o scapolo-costale: anche questa una pseudoarticolazione. Corrisponde all'area in cui, con l'interposizione di muscoli e di una borsa, la scapola scivola sulla sottostante gabbia costale.[6]
- Articolazione acromion-clavicolare: è un'articolazione vera e più precisamente una artrodia. La capsula articolare è rinforzata sopra e sotto dai legamenti acromion-clavicolari superiore ed inferiore. Altri due legamenti accessori di tale articolazioni sono il legamento coraco-clavicolare (distinto in due parti, conoide e trapezoide) e il legamento coraco-acromiale. Nonostante il legamento coraco-clavicolare non sia situato direttamente nell'articolazione, fornisce stabilità a questa e permette alla scapola di rimanere sospesa dalla clavicola.[4][6]
- Articolazione sterno(-costo)-clavicolare: l'articolazione vera tra sterno e clavicola è una articolazione a sella, con la presenza di un disco articolare. È l'unico punto di contatto diretto fra cingolo scapolare e tronco. La capsula articolare è rinforzata dai legamenti sterno-clavicolari (anteriore e posteriore), dal legamento interclavicolare (che connette le estremità sternali delle due clavicole) e dal legamento costo-clavicolare (che connette clavicola e prima costa).[4][5][6]

Alcuni Autori includono concettualmente le articolazioni costo-vertebrali.

### Sintesi dei legamenti della spalla
I legamenti del complesso articolare della spalla con relative inserzioni e funzione, sono schematizzati nella seguente tabella.
| Legamenti                       | Inserzione | Funzione                                                                     |
| ------------------------------- | --- | ---------------------------------------------------------------------------- |
| Gleno-omerali                   | Dal labbro glenoideo al collo dell'omero                                                                                    | Rinforzano anteriormente la capsula dell'articolazione gleno-omerale         |
| Coraco-omerale                  | Dal processo coracoideo al trochite dell'omero                                                                              | Rinforza superiormente la capsula dell'articolazione gleno-omerale           |
| Coraco-clavicolare (trapezoide) | Dalla superficie superiore del processo coracoideo alla superficie inferiore della clavicola                                | Ancorano la clavicola al processo coracoideo                                 |
| Coraco-clavicolare (conoide)    | Dal processo coracoideo al tubercolo conoide sulla superficie inferiore della clavicola                                     | Ancorano la clavicola al processo coracoideo                                 |
| Acromio-clavicolari             | Dall'acromion alla clavicola                                                                                                | Rinforzano superiormente l'articolazione acromion-clavicolare                |
| Coraco-acromiale                | Dal processo coracoideo all'acromion                                                                                        | Evita la lussazione superiore della testa dell'omero                         |
| Sterno-clavicolari              | Dall'incisura clavicolare del manubrio alla base mediale della clavicola anteriormente e posteriormente                     | Rinforzano anteriormente e posteriormente l'articolazione sterno-clavicolare |
| Interclavicolare                | Dall'estremità mediale di una clavicola all'estremità mediale dell'altra                                                    | Rinforza superiormente la capsula dell'articolazione sterno-clavicolare      |
| Costo-clavicolare               | Dalla superficie superiore della cartilagine costale della I costa al margine inferiore della parte mediale della clavicola | Ancora l'estremità mediale della clavicola alla I costa                      |

## Miologia
Vi sono cinque muscoli primariamente responsabili del movimento della scapola.
| Muscolo                 | Muscolo                 | Origine                                                                | Inserzione                      | Innervazione                 | Azione                                                                                             |
| ----------------------- | ----------------------- | ---------------------------------------------------------------------- | ------------------------------- | ---------------------------- | -------------------------------------------------------------------------------------------------- |
| Trapezio                | Superiore               | Protuberanza occipitale; legamento nucale vertebre cervicali superiori | Clavicola laterale e acromion   | XI nervo cranico e C2-C4     | Ruota verso l'alto la fossa glenoidea; eleva la scapola                                            |
| Trapezio                | Medio                   | Processi spinosi da T1 a T5                                            | Acromion e spina della scapola  | XI nervo cranico e C2-C4     | Retrazione della scapola                                                                           |
| Trapezio                | Inferiore               | Processi spinosi da T6 a T12                                           | Apice della spina della scapola | XI nervo cranico e C2-C4     | Ruota verso l'alto la fossa glenoidea, abbassa la scapola                                          |
| Elevatore della scapola | Elevatore della scapola | Processi trasversi da C1 a C4                                          | Scapola mediale superiore       | N. scapolare dorsale (C3-C5) | Eleva e ruota verso il basso la scapola                                                            |
| Romboidi                | Romboidi                | Legamento nucale e processi spinosi da C7 a T5                         | Margine scapolare mediale       | N. scapolare dorsale (C4-C5) | Retrazione della scapola                                                                           |
| Dentato anteriore       | Dentato anteriore       | Coste 1a-8a                                                            | Scapola mediale anteriore       | N. toracico lungo (C5-C8)    | Protrae e ruota verso l'alto la scapola                                                            |
| Piccolo pettorale       | Piccolo pettorale       | Lateralmente alle cartilagini costali delle coste 3a-5a                | Processo coracoideo             | N. pettorale mediale (C8-T1) | Stabilizza la scapola (depressione, protrazione, rotazione verso il basso, inclinazione scapolare) |

I muscoli che avvolgono l'articolazione gleno-omerale sono i seguenti.
| Muscolo             | Muscolo             | Origine                                                                               | Inserzione                                                                           | Innervazione                                    | Azione | Azione |
| ------------------- | ------------------- | ------------------------------------------------------------------------------------- | ------------------------------------------------------------------------------------ | ----------------------------------------------- | --- | --- |
| Deltoide            | Anteriore           | Terzo laterale della clavicola                                                        | Tuberosità deltoidea dell'omero                                                      | N. ascellare (C5-C6)                            | Abduzione, flessione, rotazione interna e adduzione orizzontale dell'omero                                                                                           | Abduzione, flessione, rotazione interna e adduzione orizzontale dell'omero                                                                                           |
| Deltoide            | Medio               | Processo acromiale                                                                    | Tuberosità deltoidea dell'omero                                                      | N. ascellare (C5-C6)                            | Abduzione dell'omero | Abduzione dell'omero |
| Deltoide            | Posteriore          | Spina della scapola                                                                   | Tuberosità deltoidea dell'omero                                                      | N. ascellare (C5-C6)                            | Abduzione, estensione, rotazione esterna e abduzione orizzontale dell'omero                                                                                          | Abduzione, estensione, rotazione esterna e abduzione orizzontale dell'omero                                                                                          |
| Grande pettorale    | Capo clavicolare    | Clavicola mediale anteriore                                                           | Labbro laterale (trochite) della doccia bicipitale dell'omero                        | N. pettorali laterale e mediale (C5-T1)         | Flessione dell'omero (primi 60°) | Insieme: adduzione, rotazione interna e adduzione orizzontale dell'omero                                                                                             |
| Grande pettorale    | Capo sterno-costale | Margine laterale dello sterno, prime 6 cartilagini costali                            | Labbro laterale (trochite) della doccia bicipitale dell'omero                        | N. pettorali laterale e mediale (C5-T1)         | Ritorno dalla flessione massima dell'omero (da 180° a 120°) | Insieme: adduzione, rotazione interna e adduzione orizzontale dell'omero                                                                                             |
| Grande dorsale      | Grande dorsale      | Vertebre toraciche inferiori, fascia toraco-lombare, cresta iliaca e ultime 3-4 coste | Labbro mediale (trochine) della doccia bicipitale dell'omero                         | N. toracodorsale (C6-C8)                        | Estensione, adduzione e rotazione interna dell'omero | Estensione, adduzione e rotazione interna dell'omero |
| Grande rotondo      | Grande rotondo      | Angolo inferiore della scapola                                                        | Cresta al di sotto del trochine dell'omero, vicino all'inserzione del grande dorsale | N. sottoscapolare inferiore (C5-C6)             | Estensione, adduzione e rotazione interna dell'omero | Estensione, adduzione e rotazione interna dell'omero |
| Tricipite brachiale | Capo lungo          | Tuberosità infraglenoidea della scapola                                               | Processo olecranico dell'ulna                                                        | N. radiale (C7-C8)                              | Contribuisce all'estensione e all'adduzione del braccio (soprattutto il capo lungo)                                                                                  | Contribuisce all'estensione e all'adduzione del braccio (soprattutto il capo lungo)                                                                                  |
| Tricipite brachiale | Capo laterale       | Inferiormente al trochite sull'omero posteriore                                       | Processo olecranico dell'ulna                                                        | N. radiale (C7-C8)                              | Contribuisce all'estensione e all'adduzione del braccio (soprattutto il capo lungo)                                                                                  | Contribuisce all'estensione e all'adduzione del braccio (soprattutto il capo lungo)                                                                                  |
| Tricipite brachiale | Capo mediale        | Superficie posteriore dell'omero                                                      | Processo olecranico dell'ulna                                                        | N. radiale (C7-C8)                              | Contribuisce all'estensione e all'adduzione del braccio (soprattutto il capo lungo)                                                                                  | Contribuisce all'estensione e all'adduzione del braccio (soprattutto il capo lungo)                                                                                  |
| Bicipite brachiale  | Capo lungo          | Tuberosità sovraglenoidea della scapola                                               | Tuberosità radiale del radio                                                         | N. muscolocutaneo (C5-C6)                       | Abduzione e rotazione interna dell'omero | Insieme: contributo alla flessione dell'omero |
| Bicipite brachiale  | Capo breve          | Processo coracoideo della scapola                                                     | Tuberosità radiale del radio                                                         | N. muscolocutaneo (C5-C6)                       | Adduzione dell'omero | Insieme: contributo alla flessione dell'omero |
| Cuffia dei rotatori | Sottoscapolare      | Fossa sottoscapolare della scapola                                                    | Trochine dell'omero                                                                  | N. sottoscapolare superiore e inferiore (C5-C6) | Rotazione interna dell'omero | Rotazione interna dell'omero |
| Cuffia dei rotatori | Sovraspinato        | Fossa sovraspinata della scapola                                                      | Trochite dell'omero                                                                  | N. sovrascapolare (C4-C6)                       | Assiste il deltoide nell'abduzione dell'omero trazionando la testa omerale nella fossa glenoidea ed evitandone così l'impatto contro il tetto della cavità glenoidea | Assiste il deltoide nell'abduzione dell'omero trazionando la testa omerale nella fossa glenoidea ed evitandone così l'impatto contro il tetto della cavità glenoidea |
| Cuffia dei rotatori | Sottospinato        | Fossa sottospinata della scapola                                                      | Trochite dell'omero                                                                  | N. sovrascapolare (C5-C6)                       | Rotazione esterna e abduzione orizzontale dell'omero | Rotazione esterna e abduzione orizzontale dell'omero |
| Cuffia dei rotatori | Piccolo rotondo     | Margine laterale della scapola                                                        | Trochite dell'omero                                                                  | N. ascellare (C5-C6)                            | Rotazione esterna e abduzione orizzontale dell'omero | Rotazione esterna e abduzione orizzontale dell'omero |
| Coracobrachiale     | Coracobrachiale     | Processo coracoideo della scapola                                                     | Superficie mediale dell'omero                                                        | N. muscolocutaneo (C6-C7)                       | Stabilizza l'articolazione gleno-omerale; ruolo accessorio in flessione e adduzione dell'omero                                                                       | Stabilizza l'articolazione gleno-omerale; ruolo accessorio in flessione e adduzione dell'omero                                                                       |

Un altro muscolo con influenza sul cingolo scapolare è il seguente.
| Muscolo   | Origine                                 | Inserzione                       | Innervazione         | Azione                                                                                        |
| --------- | --------------------------------------- | -------------------------------- | -------------------- | --------------------------------------------------------------------------------------------- |
| Succlavio | Limite osteocartilagineo della 1ª costa | Faccia inferiore della clavicola | N. succlavio (C5-C6) | Depressore della clavicola; funzione di protezione dell'articolazione sterno-(costo-)claveare |

## Chinesiologia
Il complesso gruppo di unità giunturali della spalla permette al braccio un'enorme possibilità di movimento in tutti e tre i piani dello spazio e attorno a tutti e tre gli assi. I movimenti della spalla possono dividersi nei movimenti gleno-omerali, nei movimenti del cingolo scapolare e nei movimenti combinati del complesso articolare della spalla secondo il cosiddetto ritmo scapolo-omerale.

### Movimenti gleno-omerali
I movimenti puri dell’articolazione gleno-omerale possono essere riuniti nelle seguenti categorie: flessione ed estensione nel piano sagittale; rotazione interna, rotazione esterna, abduzione orizzontale e adduzione orizzontale nel piano trasversale. L'ampiezza dei movimenti è riportata nella tabella seguente.
| Movimento               | Articolazioni | Piano       | Asse          | Escursione attiva normale          | Normali fattori limitanti |
| ----------------------- | ------------- | ----------- | ------------- | ---------------------------------- | --- |
| Elevazione in flessione | Gleno-omerale | Sagittale   | Frontale      | 0-60° (movimento glenomerale puro) | - |
| Elevazione in abduzione | Gleno-omerale | Sagittale   | Frontale      | 0-30° (movimento glenomerale puro) | - |
| Estensione              | Gleno-omerale | Sagittale   | Frontale      | 0-60°                              | Tensione del fascio anteriore del leg. coraco-omerale, della parte anteriore della capsula articolare e delle fibre clavicolari del muscolo grande pettorale.                                                 |
| Rotazione interna       | Gleno-omerale | Trasversale | Longitudinale | 0-70°                              | Tensione della parte posteriore della capsula articolare e delle fibre dei muscoli sottospinato e piccolo rotondo.                                                                                            |
| Rotazione esterna       | Gleno-omerale | Trasversale | Longitudinale | 0-90°                              | Tensione di tutti i fasci dei leg. gleno-omerale e coraco-omerale, della parte anteriore della capsula articolare, delle fibre dei muscoli sottoscapolare, grande pettorale, grande rotondo e grande dorsale. |
| Abduzione orizzontale   | Gleno-omerale | Trasversale | Verticale     | 0-45°                              | Tensione della parte anteriore della capsula articolare, del leg. gleno-omerale e delle fibre del muscolo grande pettorale.                                                                                   |
| Adduzione orizzontale   | Gleno-omerale | Trasversale | Verticale     | 0-135°                             | Tensione della parte posteriore della capsula articolare; apposizione di tessuti molli. |

### Movimenti del cingolo scapolare
I movimenti del cingolo scapolare puri invece sono l'elevazione e la depressione (o abbassamento), la abduzione (o protrazione) e la adduzione (o retrazione) e la rotazione verso l'alto e verso il basso. Poiché questi movimenti possono essere osservati meglio guardando la scapola, essi sono comunemente descritti come movimenti della scapola. Elevazione/depressione e protrazione/retrazione della scapola sono movimenti essenzialmente lineari. Durante la rotazione verso l'alto e verso il basso della scapola avvengono invece movimenti angolari. In genere, per definire la direzione di rotazione della scapola, si prende come punto di riferimento l'angolo inferiore: durante la rotazione verso l'alto, l'angolo inferiore della scapola ruota verso l'alto e si allontana dalla colonna vertebrale, mentre nella rotazione verso il basso vi è un ritorno nella posizione anatomica neutra. L'ampiezza dei movimenti è riportata nella tabella seguente.
| Movimento                  | Articolazioni                                             | Piano       | Asse      | Escursione attiva normale | Normali fattori limitanti |
| -------------------------- | --------------------------------------------------------- | ----------- | --------- | --- | --- |
| Elevazione                 | Scapolo-toracica, acromio-clavicolare, sterno-clavicolare | Frontale    | Sagittale | 10-12 cm (ampiezza totale tra elevazione e abbassamento)                                                                      | Tensione del leg. costo-clavicolare, della parte inferiore della capsula articolare sternoclavicolare, delle fibre inferiori del m. trapezio, delle fibre dei mm. piccolo pettorale e succlavio.                                       |
| Depressione (abbassamento) | Scapolo-toracica, acromio-clavicolare, sterno-clavicolare | Frontale    | Sagittale | 10-12 cm (ampiezza totale tra elevazione e abbassamento)                                                                      | Tensione dei leg. interclavicolare e sterno-clavicolare, del disco articolare, delle fibre superiori del m. trapezio, delle fibre del m. elevatore della scapola; contatto osseo tra la clavicola e la parte superiore della 1ª costa. |
| Abduzione (protrazione)    | Scapolo-toracica, acromio-clavicolare, sterno-clavicolare | Trasversale | Verticale | 15 cm (ampiezza totale tra abduzione e adduzione)                                                                             | Tensione dei leg. trapezoide e sterno-clavicolare posteriore, della lamina posteriore del leg. costo-clavicolare, delle fibre del m. trapezio e dei mm. romboidi.                                                                      |
| Adduzione (retrazione)     | Scapolo-toracica, acromio-clavicolare, sterno-clavicolare | Trasversale | Verticale | 15 cm (ampiezza totale tra abduzione e adduzione)                                                                             | Tensione del leg. conoide, della lamina anteriore del leg. costo-clavicolare, del leg. sterno-clavicolare anteriore, dei mm. piccolo pettorale e dentato anteriore.                                                                    |
| Rotazione verso il basso   | Scapolo-toracica, acromio-clavicolare, sterno-clavicolare | Frontale    | Sagittale | 60° Spostamento di 10-12 cm dell'angolo inferiore della scapola (ampiezza totale tra rotazione verso il basso e verso l'alto) | Tensione del leg. conoide e delle fibre del m. dentato anteriore. |
| Rotazione verso l'alto     | Scapolo-toracica, acromio-clavicolare, sterno-clavicolare | Frontale    | Sagittale | 60° Spostamento di 10-12 cm dell'angolo inferiore della scapola (ampiezza totale tra rotazione verso il basso e verso l'alto) | Tensione del leg. trapezoide e delle fibre dei mm. romboidi ed elevatore della scapola. |

### Movimenti combinati del complesso articolare della spalla
Durante la realizzazione di attività funzionali, i movimenti gleno-omerali si accompagnano, in vari punti dell'escursione articolare, a movimenti della scapola, della clavicola e del tronco. Questi movimenti allargano le capacità funzionali della spalla e senza di essi i movimenti dell'arto superiore sarebbero nettamente limitati. I movimenti combinati si esplicano essenzialmente durante l'elevazione del braccio, in flessione e in abduzione.
| Movimento               | Articolazioni                                                                            | Piano     | Asse     | Escursione attiva normale | Escursione attiva normale                                                                 | Normali fattori limitanti |
| ----------------------- | ---------------------------------------------------------------------------------------- | --------- | -------- | ------------------------- | ----------------------------------------------------------------------------------------- | --- |
| Elevazione in flessione | Gleno-omerale, scapolo-toracica, acromio-clavicolare, sterno-clavicolare                 | Sagittale | Frontale | 0-180°                    | 0-60° gleno-omerale 60°-180° gleno-omerale, movimenti della scapola, movimenti del tronco | Tensione del fascio posteriore del leg. coraco-omerale, della parte posteriore della capsula articolare, dei muscoli estensori e rotatori esterni della spalla; i movimenti della scapola sono limitati dalla tensione dei mm. romboidi, del m. elevatore della scapola e del leg. trapezoide. |
| Elevazione in abduzione | Gleno-omerale, sottodeltoidea, scapolo-toracica, acromio-clavicolare, sterno-clavicolare | Sagittale | Frontale | 0-180°                    | 0-30° gleno-omerale 30°-180° gleno-omerale, movimenti della scapola, movimenti del tronco | Tensione dei fasci medio e inferiore del leg. gleno-omerale, della parte inferiore della capsula articolare e dei mm. adduttori della spalla; grande tuberosità dell'omero a contatto con la parte superiore della cavità glenoidea e con il labbro glenoideo o la superficie laterale dell'acromion; i movimenti della scapola sono limitati dalla tensione dei mm. romboidi, del m. elevatore della scapola e del leg. trapezoide. |

#### Ritmo scapolo-omerale
Il ritmo scapolo-omerale è un concetto che consente di descrivere ulteriormente la relazione di movimento tra articolazione gleno-omerale e cingolo scapolare. I primi 60° di elevazione in flessione e i primi 30° di elevazione in abduzione sono considerati un movimento puro dell'articolazione gleno-omerale. Oltre questi gradi, per ogni 2 gradi di flessione o abduzione effettuati, la scapola deve ruotare verso l'alto di 1 grado. La proporzione di 2:1 costituisce il ritmo di movimento.
Il ritmo scapolo-omerale assolve tre scopi funzionali: permette l'ampio range di movimento della spalla, mantiene a livelli ottimali il rapporto particolare tra la testa dell'omero e la cavità glenoidea e contribuisce a mantenere il miglior rapporto lunghezza-tensione dei muscoli gleno-omerali.

#### Piano scapolare escaption
Un termine anglosassone che si riscontra in letteratura, in particolare riguardo agli esercizi terapeutici per delle particolari condizioni della spalla, è scaption. Tale termine descrive un movimento intermedio tra flessione e abduzione che avviene sul cosiddetto piano scapolare. Il piano scapolare si trova circa 30° davanti al piano frontale e 45° a lato del piano sagittale. Con il movimento “scaption” della spalla è possibile ottenere 180° di movimento. La maggior parte delle attività funzionali della spalla avviene su tale piano.

#### Movimenti accessori dell'articolazione gleno-omerale
La testa omerale ha una superficie articolare maggiore rispetto alla fossa glenoidea (in media 3-4 volte più grande). Se la testa omerale ruotasse semplicemente nella cavità glenoidea durante l'elevazione in abduzione, uscirebbe dalla superficie articolare prima che si sia verificata buona parte del movimento. Inoltre, la linea di trazione verticale del deltoide trazionerebbe la testa contro il processo acromiale. Sono i movimenti artrocinematici di rotolamento, scorrimento e rotazione sul proprio asse (spin) che consentono l'articolarità dell'omero con la fossa glenoidea. Appena avviene l'abduzione, la testa omerale rotola attraverso la fossa; nello stesso momento, essa scivola inferiormente mantenendo l'articolarità con la stessa cavità glenoidea. Ciò è compiuto dalla muscolatura della cuffia dei rotatori: il sovraspinato traziona la testa dell'omero nella fossa, mentre gli altri muscoli della cuffia tirano la testa omerale internamente e verso il basso contro la fossa. Il labbro glenoideo serve ad aumentare leggermente la profondità della cavità, rendendo più congruenti le superfici articolari. Un'ulteriore caratteristica dell'elevazione in abduzione è che il range di movimento completo può essere raggiunto solo se anche l'articolazione gleno-omerale compie una rotazione esterna, perché in tal modo la grande tuberosità dell'omero o trochite viene ruotata evitando il contatto col processo acromiale sovrastante.

## Vascolarizzazione e drenaggio linfatico
L'irrorazione arteriosa proviene da molte fonti, poiché attorno alla scapola è presente un'importante anastomosi che coinvolge vasi che provengono dall'arteria succlavia e dalle arterie ascellari e dall'aorta discendente. Tale dispositivo anastomotico provvede al regolare afflusso del sangue ai territori periferici attraverso i circoli collaterali quando la compressione funzionale di tratti arteriosi rende necessario l’intervento di vie alternative.
La vascolarizzazione dell'articolazione della spalla è dovuta a diramazioni che originano dal ramo sovrascapolare dell'arteria succlavia, dal ramo acromiale dell'arteria toracoacromiale e da rami delle arterie circonflesse anteriore e posteriore; le ultime tre sono tutte diramazioni dell'arteria ascellare.
Il drenaggio venoso è dato da vene che hanno lo stesso nome e che portano il sangue alla giugulare esterna e alle vene ascellari.
Il drenaggio linfatico dell'articolazione si deve ai linfonodi ascellari, con l'eventuale passaggio per il gruppo apicale del tronco linfatico succlavio.

## Innervazione
L'innervazione dell'articolazione della spalla è fornita da ramuscoli di molti nervi che passano nelle vicinanze. Queste piccole diramazioni provengono dai nervi sovrascapolare, ascellare, sottoscapolare, pettorale laterale e muscolocutaneo, a origini dalle radici C5, C6 e C7.

## Patologie comuni

### Rigidità
La rigidità di spalla è un comune denominatore per diverse patologie, ad esempio capsulite adesiva, tendinopatia calcifica e artrosi gleno-omerale.
La capsulite adesiva della spalla, comunemente detta spalla congelata, è causata dall'infiammazione e dalla progressiva rigidità della capsula di tessuto connettivo che avvolge l'articolazione. In tale patologia tipicamente i sintomi si presentano in maniera lieve e peggiorano gradualmente nel tempo; si tratta di una condizione dolorosa e invalidante, che spesso causa notevole frustrazione nel paziente a causa dei lunghi tempi di recupero. La patologia comporta una limitazione forte dei movimenti della spalla. Il dolore costante, che tende a peggiorare nelle ore notturne, può rendere impossibili anche i gesti più semplici. La capsulite adesiva è più frequente nel sesso femminile, in un'età compresa fra i 35 e i 50 anni e si associa spesso a malattie metaboliche (diabete, ipertiroidismo, ipotiroidismo); si pensa anche che possa essere collegata a problemi autoimmuni. La capsulite adesiva si manifesta solitamente in maniera progressiva:
- Nella prima fase, i movimenti dell'articolazione sono molto dolorosi, ma possibili, mentre il raggio dei movimenti si riduce gradualmente. Questa fase dura in media fra i due e i nove mesi.
- La seconda fase è caratterizzata da una leggera riduzione del dolore, accompagnata da una notevole diminuzione del raggio di movimenti possibili, per un periodo fra i quattro e i nove mesi.
- La fase successiva, detta di "scongelamento", vede un nuovo ampliamento delle possibilità di movimento dell'articolazione, fino al recupero, che può essere totale o solo parziale. Questa fase può durare fra i sei mesi e i due anni.

Le evidenze scientifiche riguardanti l’efficacia dei trattamenti non chirurgici ad oggi consigliano fisioterapia e terapia infiltrativa. La chirurgia è riservata soltanto ai pazienti con sintomi persistenti e resistenti al trattamento conservativo.
La tendinopatia calcifica è una condizione molto frequente caratterizzata da depositi calcifici a causa di un'infiammazione cronica, per lo più a livello del tendine del sovraspinato ma anche a livello dell’infraspinato e sottoscapolare. La spalla si presenta rigida al movimento passivo di elevazione in abduzione ma libera in extrarotazione, condizione che la differenzia dalla capsulite adesiva. Ad oggi non esiste consenso su quale sia il miglior trattamento ma l’approccio conservativo è senz’altro la prima strada da percorrere.
L'artrosi è un’affezione delle articolazioni che avviene quando si usura la cartilagine che ricopre le superfici articolari sia a causa sconosciuta o artrosi primaria oppure secondaria come conseguenza di fratture, artrite reumatoide, lesione massiva di cuffia, ecc. Quando l’articolazione perde la cartilagine l’osso cresce in maniera anomala nel tentativo di riparare il danno (andando a costituire degli osteofiti) ma anziché migliorare la situazione questa peggiora provocando dolore, rigidità e debolezza. Nel caso in cui il trattamento conservativo si riveli inefficace la scelta chirurgica può rendersi indispensabile nella risoluzione del dolore e recupero della funzionalità, talvolta con l'impianto di una endoprotesi articolare.

### Dolore correlato alla cuffia dei rotatori (RCRSP)
L'acronimo RCRSP (rotator cuff related shoulder pain, dolore alla spalla correlato alla cuffia dei rotatori) si riferisce al quadro clinico di dolore e disabilità nel movimento e funzione della spalla soprattutto durante l’elevazione (in flessione e in abduzione) e la rotazione esterna gleno-omerale. Numerosi sono i fattori che possono contribuire a sviluppare questa problematica ma sembrerebbe che la causa principale sia un eccessivo e maladattato carico imposto al tessuto, influenzato dall’età, dallo stile di vita, dallo stato ormonale e da fattori genetici. Il dibattito riguardante la causa, il meccanismo o meccanismi responsabili del dolore, correlazione tra sintomi e fallimento strutturale dei tendini della cuffia e il ruolo ed estensione dell’infiammazione è ancora aperto.  Diagnosi come sindrome da conflitto subacromiale, tendinopatia della cuffia dei rotatori, lesione atraumatica parziale e/o a tutto spessore della cuffia sono tutte comprese al interno del RCRSP. La stessa sindrome da conflitto (o da impingement) subacromiale in particolare, indicata come la più frequente delle sindromi con RCRSP, potrebbe in realtà conseguire alla tendinopatia della cuffia dei rotatori.
La chirurgia per decompressione non si è dimostrata più efficace della chirurgia placebo o di un programma di esercizi terapeutici e visto che è associata a dei rischi non dovrebbe essere considerata come prima scelta terapeutica. La fisioterapia basata sugli esercizi si è dimostrata efficace nella diminuzione del dolore, incremento della funzionalità e movimento attivo; la terapia manuale potrebbe aggiungere un ulteriore beneficio, a breve termine, ma associata all’esercizio terapeutico. L’infiltrazione di cortisone sembra essere invece una valida alternativa sia come monoterapia che in abbinamento agli esercizi, mentre i farmaci antinfiammatori non steroidei possono essere di aiuto in aggiunta al programma di esercizi terapeutici. Ultrasuoni, LASER, campi elettromagnetici pulsati (ipertermia, TECAR, ecc.) e onde d’urto non si sono dimostrati efficaci, anzi, sono fortemente sconsigliati nel trattamento del RCRSP.

### Lussazioni
Una delle lussazioni articolari più classiche è quella dell'articolazione gleno-omerale, poiché la sua estrema mobilità si associa a una scarsa stabilità. In tal caso la testa dell’omero fuoriesce totalmente o parzialmente (in quest’ultimo caso si parla di sublussazione) dalla cavità glenoidea in cui è posta e si distingue tra lussazione anteriore (molto più frequente) e posteriore, a seconda della direzione di spostamento rispetto alla posizione fisiologica. Nella lussazione vengono sempre danneggiati i legamenti e possono essere danneggiate anche altre strutture, come la capsula articolare, il labbro glenoideo o strutture ossee circostanti come parte dell'acromion. La causa di solito è un episodio traumatico (caduta, trauma sportivo, incidente stradale), in seguito al quale può conseguire un'instabilità di spalla che può portare a episodi di rilussazione, non necessariamente causati da nuovi eventi traumatici. Il trattamento della lussazione può essere conservativo o chirurgico a seconda delle strutture lesionate e del grado di instabilità; in ogni caso è necessario intraprendere un percorso di fisioterapia mirata alla stabilizzazione articolare, mediante opportuno rinforzo muscolare, e al recupero dei movimenti.
La sublussazione della spalla nel paziente emiplegico è un problema molto frequente e che si presenta assieme alla flaccidità muscolare. L’ipotonia di alcuni muscoli che circondano l'articolazione gleno-omerale (in particolare i muscoli sovraspinato, sottospinato e il deltoide), insieme all’ipertonia di altri gruppi muscolari, può causare una perdita parziale del rapporto tra la testa dell’omero e la cavità glenoidea della scapola. Questa situazione è resa evidente dalla semplice osservazione esterna: il paziente presenta un piccolo gradino all’altezza della spalla, segno che l’omero è scivolato dalla sua sede fisiologica.

### Distorsioni e fratture
Con diastasi acromion-clavicolare si descrive comunemente la grande varietà di infortuni che possono colpire i legamenti nell'articolazione acromion-clavicolare. In una distorsione di I grado, il legamento acromion-clavicolare si stira; in una distorsione di II grado il legamento acromion-clavicolare si rompe e il legamento coraco-clavicolare si stira; in una distorsione di III grado si ha la rottura di entrambi i legamenti.
La frattura di clavicola è considerata la frattura più frequente nei bambini ed è tipica di una caduta sul versante laterale della spalla o sul braccio iperesteso. La clavicola solitamente si rompe nel suo punto mediano.
Un'altra frattura che viene causata da una caduta sul braccio iperesteso è la frattura del collo dell'omero, più comune nei soggetti anziani. Le fratture medio-omerali sono spesso causate da un impatto diretto o da una forza di torsione. Le fratture spiroidi in questa parte dell'omero possono aumentare il rischio di una lesione del nervo radiale, poiché questo decorre vicino all'osso.